# Ferrocarril de Aznalcóllar
El ferrocarril de Aznalcóllar fue una línea férrea de vía estrecha de carácter minero-industrial que estuvo operativa entre 1905 y 1974. El trazado transitaba íntegramente por la provincia de Sevilla y permitía dar salida a la producción minera de los yacimientos de Aznalcóllar.

## Historia
A comienzos del siglo XX la Compañía Gaditana de Minas La Caridad de Aznalcóllar se planteó construir una línea férrea que enlazase sus explotaciones mineras con un embarcadero de mineral que se levantaría sobre el río Guadalquivir. La compañía solicitó al Estado una concesión que le fue concedida en 1902. Las obras concluyeron en 1905, entrando en servicio el ferrocarril.
A lo largo de su existencia experimentó un tráfico minero más bien modesto en comparación con otros trazados de la zona. El movimiento de viajeros por la línea se circunscribía a los habitantes de la zona. A partir de la construcción en la zona de una factoría de fertilizantes por la sociedad Cros, en 1948, los tráficos de este ferrocarril experimentaron un crecimiento considerable, tras construirse un ramal industrial que enlazaba el trazado con la fábrica. En 1974 se clausuró el tráfico la línea férrea.

## Trazado y características
Se trataba de un ferrocarril de ancho métrico en vía única, con trazado sencillo. La línea general del ferrocarril de Alznalcóllar tenía una longitud de 33,610 kilómetros, mientras que los ramales de Gerena Empalme-Gerena Pueblo y Aznalcóllar-Cuchichón tenían una longitud de 4,050 y 3,160 kilómetros, respectivamente. El ancho empleado era 1000 milímetros, equivalente al de otras líneas de vía estrecha. El trazado mantenía un enlace con la estación de Camas de la línea Sevilla-Huelva, donde realizaba intercambios de mercancías con los trenes de ancho ibérico.